# Jatropha gaumeri
Jatropha gaumeri är en törelväxtart som beskrevs av Jesse More Greenman. Jatropha gaumeri ingår i släktet Jatropha och familjen törelväxter. Inga underarter finns listade i Catalogue of Life.